# Koyaanisqatsi
Koyaanisqatsi és una pel·lícula estatunidenca del 1982 dirigida per Godfrey Reggio, amb música composta per Philip Glass i fotografia de Ron Fricke. És un documental format per seqüències en càmera lenta i en time-lapse de paisatges naturals i urbans dels Estats Units. Aquestes imatges són d'un gran impacte visual i emocional i mostren l'efecte destructiu del món modern sobre el medi ambient. El resultat és un poema visual, el ritme del qual va marcat per la juxtaposició de les imatges i la de música minimalista. El film no conté cap diàleg ni narració vocalitzada.
El títol de la pel·lícula vol dir "vida fora d'equilibri" en llengua hopi, parlada per una tribu índia dels Estats Units. La pel·lícula fou la primera de la trilogia Qatsi: fou seguida per Powaqqatsi (1988) i Naqoyqatsi (2002). La trilogia representa diferents aspectes de la relació entre els éssers humans, la naturalesa i la tecnologia. Koyaanisqatsi és la més coneguda de la trilogia i es considera un pel·lícula de culte. Però, a causa de problemes de drets d'autor, la pel·lícula no es va publicar durant la major part de la dècada de 1990.
Recentment la banda britànica GoGo Penguin n'ha creat una nova banda sonora.